# Одинокому везде пустыня
«Одинокому везде пустыня» — пятый мини-альбом группы «Звери», выпущенный 17 апреля 2020 года.

## Описание
13 апреля 2020 группа выпустила сингл «Одинокому везде пустыня».
Пластинку музыканты посвятили русскому писателю Антону Чехову, а на обложке изображён его силуэт.
Название альбома и заглавного сингла дано по надписи выгравированная на кольце-печатке А. П. Чехова, которым он запечатывал письма.
Мини-альбом состоит из восьми композиций, каждая из которых, кроме заглавной, схожа по названию с произведениями Чехова.

## Список композиций
| №                   | Название                  | Длительность |
| ------------------- | ------------------------- | ------------ |
| 1.                  | «Дама с собачкой»         | 2:19         |
| 2.                  | «Попрыгунья»              | 3:31         |
| 3.                  | «Человек в футляре»       | 2:29         |
| 4.                  | «Палата №6»               | 3:02         |
| 5.                  | «Каштанка»                | 3:41         |
| 6.                  | «Душечка»                 | 3:07         |
| 7.                  | «Одинокому везде пустыня» | 3:35         |
| 8.                  | «Жизнь прекрасна»         | 3:55         |
| Общая длительность: | Общая длительность:       | 25:39        |

## Критика
Нечитающие люди, может, фамилию Чехова и слышали где-то, но ведь на диске она не написана. Чей это силуэт в пальто и с тростью на обложке, они не узнают, а названия треков просто посчитают вычурными и странными: ну что это за «Попрыгунья», «Дама с собачкой» и «Палата № 6», в каком ещё футляре человек из четвёртой песни и что значит слово «каштанка»? Рома Зверь как-то делился планами заняться просветительской деятельностью среди поклонников, но тут он явно перегнул: объяснил бы сначала, кто такой Чехов, а уж потом переходил к более продвинутой аудитории. — Алексей Мажаев